# Masayoshi Yoshida
Masayoshi Yoshida (født 4. august 1982) er en tidligere japansk fodboldspiller.
Han har spillet for flere forskellige klubber i sin karriere, herunder Kyoto Purple Sanga og Ventforet Kofu.